# Линуа
Линуа (на езика Бислама Linua) е остров включен в състава на Република Вануату. Намира се между островите Тегуа и Ло в архипелага Нови Хебриди Тихи океан, с координати 13°20′00″ ю. ш. 166°38′00″ и. д. / 13.333333° ю. ш. 166.633333° и. д.. Съгласно административното деление на страната островът е под юрисдикцията на провинция Торба.
Единственият въздушен транспорт до Линуа се осъществява веднъж седмично – в петък. Тук се намира единственото временно летище в провинцията.
Поради близостта на островите Линуа и Ло, между тях се е образувала живописна лагуна. При отлив дълбочината е незначителна. Местните жители все още използват канута с които взимат разстоянието между островите.
На Линуа няма магазини, а складовете не се зареждат редовно с продукти. Няма електричество. За сметка на това има приказни плажове и бистри морски води.
Островът е приютил малко туристическо селище – Камилиса, съставено от четири бунгала и с капацитет до 20 души. Кухнята включва приготвени в местен стил хляб, ориз и какае, риба, рак, омар, тиква със сметана от кокосов орех, салата от плодове и зеленчуци, диня или пържен банан.